# Três Corações
Três Corações (pronuncia portoghese ˈtɾeʃ koɾaˈsõjʃ, letteralmente Tre cuori) è un comune del Brasile nello Stato del Minas Gerais, parte della mesoregione del Sul e Sudoeste de Minas e della microregione di Varginha.

## Storia
La città, fondata nel 1760, presenta un toponimo che deriva dal nome della cappella dei "Santíssimos Corações de Jesus, Maria e José" ("Santissimi Cuori di Giuseppe, Maria e Gesù"), la cui costruzione fu iniziata dal cercatore d'oro portoghese Tomé Martins da Costa e completata dal capitano Domingos Dias de Barros nel 1790.

## Sport
Il comune è noto per aver dato i natali al calciatore brasiliano Pelé, storico attaccante della nazionale brasiliana e del Santos.
La città ha uno stadio di calcio: Estádio Municipal Rei Pelé, con una capienza di 3.800 persone. La squadra locale dell'Atlético de Três Corações ospita lì le sue partite. Chiamato così in onore di Pelé nel 2023, precedentemente si chiamava Estádio Elias Arbex.